# 水目寺塔
水目寺塔位于云南省祥云县云南驿镇水目山上，水目寺内。始建于大理国，明万历三十三年（1605年），由寺僧如晓率徒海性、海涛等组织大规模修葺，并在塔身四周建重檐攒尖顶塔殿。清代中期再次维修，并在塔身第一层南面绘制佛像。二十世纪六十年代，塔身四周建筑被拆除，2015年12月恢复。水目寺塔为密檐式方塔，十五级，高约18.17米。塔下部为八角形砂石砌台基，上为砖砌两重莲座。
1985年5月30日，水目寺被公布为第一批祥云县文物保护单位，水目寺塔为其中的附属项目；1987年12月21日，水目寺塔被公布为第三批云南省文物保护单位；2006年5月25日，被公布为第六批全国重点文物保护单位。2015年6月划定保护范围，分水目寺塔院区、水目寺僧墓塔林区两个区域，文物构成包括水目寺、水目寺塔和72座僧墓塔。